# Wienux

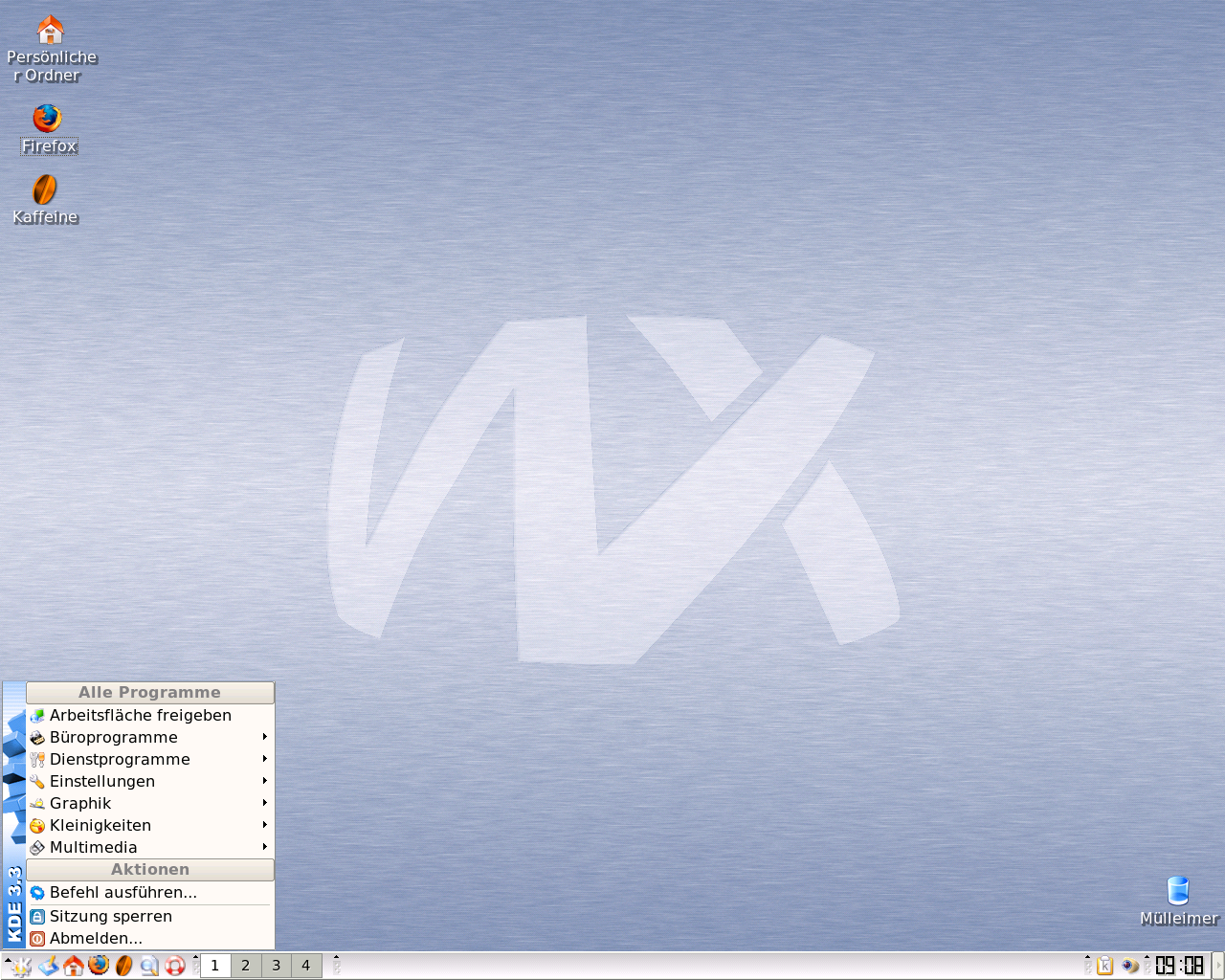
Captura de pantalla de Wienux Linux

Wienux (WIENUX) fue una distribución Linux para los trabajadores de la administración de Viena. El objetivo era la migración desde  software propietario a software de código abierto. La palabra Wienux se compone de Wien (Viena en alemán) y Linux. Wienux se basaba en la distribución Debian GNU/Linux, el entorno de escritorio KDE y Knoppix. Habiendo comenzado en 2005, el proyecto de migración fue cancelado en 2009, así como la propia distribución.

## Objetivo y realización
Unos 4800 puestos de trabajo de la administración de Viena, de un total 18 000, podrían a partir de enero de 2005 usar, o bien Wienux o Windows 2000/Office 2000. Viena se convertiría así en la segunda gran ciudad germanoparlante (después de Múnich) en usar software de código abierto.
El proyecto se basaba en el estudio „Open Source Software am Arbeitsplatz im Magistrat Wien“. El 4 de octubre el proyecto tomó cuerpo en la forma de un archivo zip de 1 Gigabyte. Desde noviembre de 2008 Wienux deja de estar disponible.
En 2009 se decidió gastar 1 millón de euros en licencias Windows, dejando la opción de software de código abierto para aquellos trabajadores que lo deseen. La razón esgrimida por Vera Layr, portavoz de prensa del departamento de TI fue que "no hay alternativas de código abierto en el mercado para algunas aplicaciones determinadas".

## Proyectos relacionados
En los años 2003 y 2004 comenzó en Múnich el proyecto LiMux, con el objetivo de cambiar a código abierto 14 000 puestos de trabajo. En 2011 el logro de este objetivo se aplazó hasta octubre de 2013.

## Software usado
- Mozilla Firefox como navegador
- OpenOffice.org para documentos
- GIMP para procesado de imágenes
- KDE como escritorio
- Active Directory mediante openLDAP/Kerberos 5

## Literatura
- Leonhard Dobusch: Windows versus Linux: Markt - Organisation - Pfad, Wiesbaden: VS Verlag für Sozialwissenschaften, 2008, ISBN 978-3-531-16242-3

## Enlaces
- www.wien.gv.at/ma14/wienux-download.html – Wienux-Download (Webarchiv-Seite Dezember 2008)
- https://web.archive.org/web/20070609192244/http://www.wien.gv.at/ma14/oss.html – Studie: OpenSource Software am Arbeitsplatz im Magistrat Wien
- www.wien.gv.at/ma14/wienux.html – Wienux: Technische Daten zur aktuellen Linux-Distribution der Stadt Wien (Webarchive Version 2011)
- Wienux, das Linux für Wien, Heise-Meldung 2005
- Bundestux.de Informationen zur Linuxnutzung in der öffentlichen Verwaltung
- linux-kommunale.de Infos zur Umstellung auf Linux

- Datos: Q380663
- Multimedia: Wienux / Q380663